# 카메룬산
카메룬산은 아프리카 카메룬 서부에 있는 화산이다. 분출해서 생긴 화산 분출물이 퇴적되어 만들어진 성층화산으로, 활화산이다. 아프리카에서 가장 거대한 화산들 중 하나로, 해발 4,040m다. 2000년에 마지막으로 분화하였으며, 100개가 넘는 분석구들이 자리잡고 있다.

## 같이 보기
- Debundscha - 카메룬 남서부 주에 있는 마을(village)